# Коблевка
Коблевка, Коблівка — річка в Україні у Березанському районі Миколаївської області. Ліва притока Тилігульського лиману (басейн Чорного моря).

## Опис
Довжина річки приблизно 11,43 км, найкоротша відстань між витоком і гирлом — 10,31 км, коефіцієнт звивистості річки — 1,11. Формується декількома струмками та загатами. На деяких ділянках балка пересихає.

## Розташування
Бере початок на південно-західній стороні від села Краснопілля. Тече переважно на південний захід через село Анатолівку (колишнє містечко Коблевка) і на північній стороні від села Українка впадає в Тилігульський лиман.

## Цікаві факти
- У XX столітті на річці існували молочно, -птице, — свино-тваринні ферми (МТФ, ПТФ, СТФ), водокачки, газгольдери та газові свердловини[2], а у XIX столітті — скотний двір та багато вітряних млинів[1].